# Resolutie 202 Veiligheidsraad Verenigde Naties
Resolutie 202 van de Veiligheidsraad van de Verenigde Naties werd op 6 mei 1965 aangenomen. Er waren zeven stemmen voor, geen tegen en vier onthoudingen van Frankrijk, de Sovjet-Unie, het Verenigd Koninkrijk en de Verenigde Staten.

## Achtergrond
Aan het einde van de 19e eeuw begon het Verenigd Koninkrijk met de kolonisatie van de regio die overeenkomt met wat nu Zimbabwe, Zambia en Malawi is, en die toen Rhodesië genoemd werd. Het bestuur en de economie kwamen geheel in handen van blanken.
Midden 20e eeuw werd de kolonie Rhodesië opgedeeld in een noordelijk en een zuidelijk deel. Noord-Rhodesië verkreeg in 1964 onafhankelijkheid, en werd uiteindelijk Zambia en Malawi. Zuid-Rhodesië bleef een kolonie en werd bestuurd door een blanke minderheid. Die verklaarde het land in 1965 eenzijdig onafhankelijk als de Republiek Rhodesië.

## Inhoud
De Veiligheidsraad had de situatie in Zuid-Rhodesië bekeken. Er werd herinnerd aan de resoluties 1514 (XV), 1747 (XVI), 1760 (XVII), 1883 (XVIII) en 1889 (XVIII) van de Algemene Vergadering en de resoluties van het Speciaal Comité inzake de onafhankelijkheidskwesties van kolonies en volkeren.
De Veiligheidsraad steunde het verzoek dat de Algemene Vergadering meermaals aan het Verenigd Koninkrijk richtte om:
- politieke gevangenen gevangenen vrij te laten;
- repressieve en discriminerende wetten af te schaffen;
- alle beperkingen op politieke activiteit weg te nemen en de invoering van volledige democratische vrijheid weg te nemen.

Opgemerkt werd dat het Speciaal Comité de aandacht van de Veiligheidsraad vroeg voor de ernstige situatie in Zuid-Rhodesië, in het bijzonder de verkiezingen die plaats zouden vinden onder een door een meerderheid van de bevolking verworpen grondwet.
De Veiligheidsraad was erg bezorgd om de verergerende situatie door deze grondwet en de minderheidsregering die met een onafhankelijkheidsverklaring dreigde.
Er werd nota genomen van de verklaring van de Britse regering omtrent de voorwaarden onder welke Zuid-Rhodesië onafhankelijkheid zou kunnen krijgen. De mening van de meerderheid van de bevolking dat het Verenigd Koninkrijk een grondwettelijke conferentie moest houden, werd door de Veiligheidsraad goedgekeurd en gesteund. Aan het Verenigd Koninkrijk en alle VN-lidstaten werd gevraagd om een eenzijdige onafhankelijkheidsverklaring van de minderheidsregering van Zuid-Rhodesië niet te aanvaarden. Het Verenigd Koninkrijk werd gevraagd het nodige te doen om zo'n onafhankelijkheidsverklaring te vermijden. Ook moest het Verenigd Koninkrijk de onafhankelijkheid van Zuid-Rhodesië ziente koppelen aan een democratisch systeem. Het Verenigd Koninkrijk moest afspraken maken met alle partijen om een conferentie te houden die een nieuwe grondwet moest aannemen.
De Veiligheidsraad besloot de kwestie op zijn agenda te houden.

## Verwante resoluties
- Resolutie 216 Veiligheidsraad Verenigde Naties
- Resolutie 217 Veiligheidsraad Verenigde Naties

Lijst ·  200 ·  201 ·  202 ·  203 ·  204 ·  205 ·  206 ·  207 ·  208 ·  209 ·  210 ·  211 ·  212 ·  213 ·  214 ·  215 ·  216 ·  217 ·  218 ·  219